# Per Wilhelm Hammarsten
Per Wilhelm Hammarsten, född 24 oktober 1811 i Norrköping, död 18 februari 1883 i Norrköping, var en svensk varvsägare och syssloman.
Per Wilhelm Hammarsten var son till Olof Hammarsten och Catharina Elisabet Wahlsteen. Fadern var majoritetsägare i Hammarstens varv i Norrköping och var ångbåtspionjär. Per Wilhelm arbetade på faderns varv och övertog så småningom dess drift. Han köpte också resten av andelarna i varvet och bildade 1846 Gamla Warfvets Bolag. I samband med Krimkriget gjorde varvet några dåliga affärer och såldes 1856 till följd av detta till Motala verkstad, vars filial Motala varv låg tvärs över Motala ström. Per Wilhelm Hammarsten blev därefter syssloman på Norrköpings lasarett. Där fanns stora vindsutrymmen och han startade en tillverkning av leksaker i lokalerna. Tillverkningen utvecklades efter en tid till ett nytt industriföretag.
Han var gift med Ulrika Fredrika Palm. Paret hade barnen författaren Wilma Lindhé,  läkaren Olof Hammarsten och prästen Fredrik Hammarsten. Han var farfar till läkaren Einar Hammarsten och tecknaren Signe Hammarsten-Jansson, som i sin tur var mor till författaren Tove Jansson.